# Kohanî, Hola Prîstan
Kohanî (în ucraineană Кохани) este un sat în comuna Velîka Kardașînka din raionul Hola Prîstan, regiunea Herson, Ucraina.

## Demografie
Componența lingvistică a localității Kohanî
     Ucraineană (80,75%)
     Rusă (18,97%)
     Alte limbi (0,29%)
Conform recensământului din 2001, majoritatea populației localității Kohanî era vorbitoare de ucraineană (80,75%), existând în minoritate și vorbitori de rusă (18,97%).